# Sanctuaire d'Artémis Brauronia

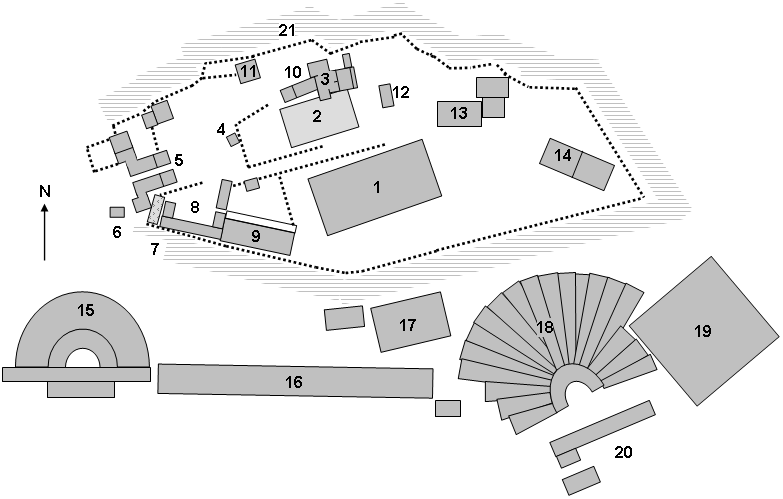
Plan du site de l'Acropole d'Athènes. Le Brauronéion est au numéro 8.

Le Brauronéion est le sanctuaire d'Artémis Brauronia situé sur l'Acropole d'Athènes, à l'ouest du Parthénon.
Il ne faut pas le confondre avec le sanctuaire d'Artémis Brauronia situé à Brauron, à l'est de l'Attique.

## Historique et description
Le sanctuaire d'Artémis Brauronia occupait le coin sud-ouest du plateau de l'Acropole, entre la Chalcothèque et les Propylées. Il a été dédié à l'origine sous le règne de Pisistrate. Artémis Brauronia, protectrice des femmes pendant la grossesse et l'accouchement, avait son principal sanctuaire à Brauron, sur la côte est de l'Attique.

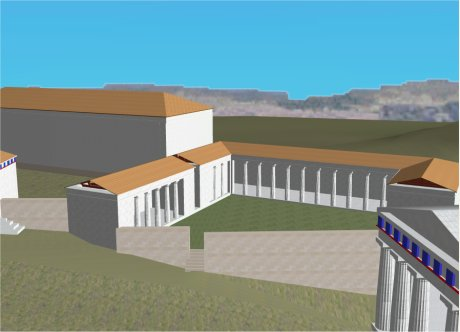
Image de synthèse montrant une reconstitution du sanctuaire d'Artémis Brauronia. À droite se trouvent les Propylées, et à gauche la Chalcothèque.

Le sanctuaire de l'Acropole d'Athènes avait une forme trapézoïdale inhabituelle et ne contenait pas de temple formel. Au lieu de cela, un portique ou une stoa remplissait cette fonction. La stoa, qui mesurait environ 38 m sur 6,8 m, se situait devant le mur sud de l'Acropole, face au nord. Deux ailes latérales occupaient les coins, chacune d'environ 9,3 m de long. Au nord de l'aile est se dressait un autre stoa orientée à l'ouest. Toute la partie ouest du sanctuaire, aujourd'hui perdue, se dressait sur les restes du mur mycénien de fortification. Tout ce qui reste du monument, ce sont les fondations des murs, creusées dans le substrat rocheux, ainsi que quelques très rares éléments architecturaux en calcaire.
L'une des ailes contenait la statue de culte en bois (xoanon) de la déesse. Les femmes qui demandaient l'aide d'Artémis lui consacraient habituellement des vêtements, qui étaient drapés autour de la statue. En 346 av. J.-C., une deuxième statue de culte a été érigée. Selon Pausanias, c'était une œuvre de Praxitèle.
Pausanias indique : « Il y a aussi [à Athènes] un sanctuaire d'Artémis Brauronia, dont l'image est l'œuvre de Praxitèle. La déesse tire son nom du village de Brauron. La vieille image en bois, nommée Artémis Tauria (de Tauros) se trouve à Brauron ». Pausanias, Description de la Grèce, 1, 23, 7.
L'entrée de la petite enceinte sacrée, près de son coin nord-est, est toujours marquée par sept marches taillées dans la roche. Celle-ci, et son enceinte nord, ont probablement été créées par Mnésiclès lors de la construction des Propylées. La date du complexe dans sa forme finale n'est pas claire, mais une date autour de 430 av. J.-C., similaire à celle des Propylées adjacents, est généralement admise.
Utilisé jusqu'au IVe siècle, le temple aurait été fermé lors la persécution des païens à la fin de l'Empire romain, lorsque les empereurs chrétiens ont publié des décrets interdisant les autres cultes.